# Graham Cutts
John Henry Graham Cutts (* zwischen Januar und März 1884 in Brighton; † 7. September 1958 in London) war ein britischer Filmregisseur und -produzent.

## Leben
Graham Cutts war ausgebildeter Schiffbauingenieur und interessierte sich für das Kino. Er begann 1909 als Filmvorführer in Newcastle und Birmingham. Sein Regiedebüt hatte er 1922 mit Cocaine, der wegen Problemen mit der Zensur in While London Sleeps umbenannt wurde. Danach gründete er mit Herbert Wilcox die Filmgesellschaft Graham-Wilcox Productions, für die er noch 1922 The Wonderful Story drehte, der von der Filmkritik positiv aufgenommen wurde, und Flames of Passion mit der US-Amerikanerin Mae Marsh, der erste in den USA gezeigte britische Film nach dem Ersten Weltkrieg. Ebenfalls mit Marsh als Star bestückt war sein letzter Film für Graham-Wilcox, der kommerziell erfolgreiche Paddy-the-Next-Best-Thing (1923). Danach arbeitete er für die neu gegründete Gesellschaft Balcon-Saville-Freedman, die ab Ende 1924 Gainsborough Pictures hieß. Er drehte Weib gegen Weib (1923), der sowohl Kritiker als auch Kinogänger überzeugte. An dieser Produktion war erstmals der junge Alfred Hitchcock als Assistent beteiligt. Hitchcock wurde Cutts fortan regelmäßig zur Seite gestellt und assistierte in vier folgenden Filmen: The White Shadow (1924), The Passionate Adventure (1924), The Blackguard (1925) – eine UFA-Produktion, und The Prude’s Fall (1925).
Zwischen Cutts und Hitchcock, der zunehmend einflussreicher bei den Produktionen wurde, kam es zu Unstimmigkeiten, so dass Michael Balcon Hitchcock mit The Pleasure Garden (1925) die Möglichkeit gab, allein sein Talent zu zeigen und Cutts bei The Rat (1925) ebenfalls wieder „freie Hand“ bekam. Der Film etablierte das Leinwandimage seines Hauptdarstellers Ivor Novello als Verführer im Stile Rudolph Valentinos und war so erfolgreich, dass mit The Triumph of the Rat (1926) und The Return of the Rat (1929) zwei Fortsetzungen unter Cutts’ Regie gedreht wurden.
1927 ging Cutts wieder nach Deutschland und verfilmte unter anderem das Noël-Coward-Stück The Queen Was in the Parlour. Nach dem dritten The Rat-Film und mit dem Beginn des Tonfilmzeitalters verließ Cutts Gainsburough und verlor seinen Platz unter den führenden britischen Filmregisseuren.
In den frühen 1930er Jahren war er für vier Filme für Basil Dean tätig und drehte den zweiten erfolgreichen Film mit Gracie Fields, Looking on the Bright Side (1932). Er verlegte sich auf leichte Musicals und Komödien, darunter mehrere sogenannte Quota-Quickies. Von 1940 bis 1947 drehte Graham Cutts Kriegsdokumentationen und Kurzfilme.
Seine Tochter ist die Schauspielerin Patricia Cutts.

## Filmografie (Auswahl)
- 1922: The Wonderful Story
- 1922: Cocaine
- 1922: Flames of Passion
- 1923: Weib gegen Weib (Woman to Woman)
- 1924: The White Shadow
- 1924: Seine zweite Frau
- 1924: Ehe in Gefahr
- 1925: Die Ratte von Paris (The Rat)
- 1925: Die Prinzessin und der Geiger
- 1926: Der Apache, der König der Boulevards (The Triumph of the Rat)
- 1927: Die Spielerin
- 1927: Die letzte Nacht
- 1929: The Return of the Rat
- 1932: Looking on the Bright Side
- 1932: Das Zeichen der 4 (The Sign of Four)
- 1937: Over She Goes